# コントラファクトゥーア
声楽において、コントラファクトゥーア（コントラファクトゥール、独: Kontrafaktur）は、音楽的な要素に変更を加えず、歌詞を変更することである。多くの場合、世俗音楽をキリスト教会の教会音楽として用いるために歌詞を付与することを指すことが多い。語源はラテン語のcontra facere。
宗教改革の時代にマルティン・ルターのコントラファクトゥーア運動があった。その例はヨハン・ゼバスティアン・バッハ『マタイ受難曲』のコラール「血しおしたたる」である。
バッハのカンタータに取り入れられているが、16世紀のカトリック教会の音楽でもコントラファクトゥーアの手法は用いられた。
教会音楽家の岳藤豪希はこのよい面を認めると共に、コントラファクトゥーアが「賛美歌の堕落につながる結果を生み出してしまった」とし、今日においても現代的な音楽を教会へ導入した場合に生じる問題点について指摘している。